# Hannah More
Hannah More (2 de fevereiro de 1745 - 7 de setembro de 1833) foi uma escritora e filantropa religiosa inglesa, lembrada como poeta e dramaturga no círculo de Samuel Johnson, Joshua Reynolds e David Garrick, como escritora de assuntos morais e religiosos e como filantropa prática.
Nascida em Bristol, ela ensinou em uma escola estabelecida lá por seu pai e começou a escrever peças de teatro. Ela se envolveu com a elite literária de Londres como um dos principais membros da Blue Stockings Society. Suas peças e poesias se tornaram mais evangélicas e ela se juntou a um grupo de campanha contra o tráfico de escravos.
Na década de 1790, ela escreveu vários Cheap Repository Tracts sobre temas morais, religiosos e políticos, para distribuição aos pobres alfabetizados. Enquanto isso, ela aumentou o trabalho filantrópico na área de Mendip, encorajada por William Wilberforce, um político britânico, filantropo e líder do movimento abolicionista do tráfico negreiro.

## Biografias
- Collingwood, Jeremy and Margaret. Hannah More. Oxford: Lion Publishing, 1990.
- Demers, Patricia. The World of Hannah More. Lexington: University Press of Kentucky, 1996.
- Ford, Charles Howard. Hannah More: A Critical Biography. New York: Peter Lang, 1996.
- Harland, Marion. Hannah More. New York: G. P. Putnam's Sons, 1900.
- Hopkins, Mary Alden. Hannah More and Her Circle. London: Longmans, 1947.
- Jones, M. G. Hannah More Cambridge: Cambridge University Press, 1952.
- Knight, Helen C. Hannah More; or, Life in Hall and Cottage. New York: M. W. Dodd, 1851.
- Kowaleski-Wallace, Elizabeth. Their Fathers’ Daughters: Hannah More, Maria Edgeworth, and Patriarchal Complicity. New York: Oxford University Press, 1991.
- Roberts, William, ed. Memoirs of Mrs Hannah More. New York: Harper & Bros., 1836.
- Stott, Anne. Hannah More: The First Victorian. Oxford: Oxford University Press, 2003.
- Taylor, Thomas. Memoir of Mrs. Hannah More. London: Joseph Rickerby, 1838.
- Thompson, Henry. The Life of Hannah More With Notices of Her Sisters. London: T. Cadell, 1838.
- Yonge, Charlotte. Hannah More. Boston: Roberts Brothers, 1888.